# Hyporhagus haagi
Hyporhagus haagi es una especie de coleóptero de la familia Monommatidae.

## Distribución geográfica
Habita en Argentina.